# Kudlovice
Kudlovice (in tedesco Kudlowitz) è un comune della Repubblica Ceca facente parte del distretto di Uherské Hradiště, nella regione di Zlín.